# Tony Carello
Antonio "Tony" Carello (né le 10 mars 1951 à Turin) est un ancien pilote de rallye italien.

## Biographie
Tony Carello débute en compétition automobile en 1970, en disputant, à peine âgé de dix-neuf ans, des courses de côte au volant d'une A112.
Il construisit tous ses succès sur Lancia Stratos.
Son meilleur classement WRC fut une 4e place au général du 21e Tour de Corse, en 1977.

## Palmarès
- Champion d'Europe des rallyes, en 1978 sur Lancia Stratos HF (copilote Maurizio Perissinot).

### 8 victoires internationales (ERC)
- 1977 et 1978: rallye di Friul e di Alpi orientali.
- 1978: rallye Costa Brava;
- 1978: Targa Florio (rallye de Sicile);
- 1978: rallye di quattro regioni;
- 1978: rallye Halkidikis (Grèce);
- 1978: rallye OeASC (Autriche);
- 1978: rallye RACE de España (également en Coupe FIA des pilotes).

### 6 victoires en Championnat d'Italie
- 1977 et 1978: rallye di Friul e di Alpi orientali;
- 1976: rallye del Ciocco;
- 1977: rallye Campagnolo;
- 1978: Targa Florio;
- 1978: rallye di quattro regioni.
  - (à signaler également une 3e place au Tour d'Italie 1979)